# Liste des ministres français chargés de la Santé
Pour des articles plus généraux, voir Liste des gouvernements de la France et Ministère de la Santé (France).
Pour les autres articles nationaux ou selon les autres juridictions, voir Ministère de la Santé.
Cet article donne la liste des membres du gouvernement français chargés de la Santé. Ils dirigent le ministère de la Santé. Le nom exact de la fonction peut varier à chaque nomination. Les dates indiquées sont les dates de prise ou de cessation des fonctions, qui sont en général la veille de la date de publication du décret de nomination au Journal officiel.
Le ministre de la Santé prépare et met en œuvre la politique du gouvernement dans les domaines des affaires sociales, de la solidarité et de la cohésion sociale, des questions familiales, des personnes handicapées, de la santé publique et de l'organisation du système de soins.
Depuis le 23 décembre 2024, Yannick Neuder est ministre chargé de la Santé et de l'Accès aux soins au sein du gouvernement Bayrou, sous la tutelle de Catherine Vautrin, ministre du Travail, de la Santé, des Solidarités et des Familles.

## Historique
Pendant la première guerre mondiale est créé un secrétariat d'État au service de santé militaire, rattaché au ministère de la Guerre et attribué à Justin Godart pendant toute la durée du conflit.
En 1920 est créé le ministère de l'Hygiène, de l'Assistance et de la Prévoyance sociales, dont le premier responsable est Jules Breton. Il est renommé Ministère de la Santé publique en 1930.
Plusieurs fois dans son histoire, le ministre de la Santé a été rattaché ou fusionné avec un autre ministère : de la Famille (1940-41), de la Population (1945-46), des Affaires sociales (1943-44, 1947, 1956-57, 1966-69) ou de la (des) Solidarité(s).
Entre 2010 et 2012, le Travail et la Santé ont été regroupés et le ministère des Solidarités et de la Cohésion sociale a été créé.
Depuis 2012, le ministère du Travail et le ministère des Affaires sociales et de la Santé sont de nouveau séparés et les Affaires sociales et la Santé sont regroupées au sein d'un même ministère, qui prend le titre de ministère des Solidarités et de la Santé sous la première présidence d'Emmanuel Macron.
En mai 2022, sous le gouvernement Borne, le ministère est divisé en deux ministères distincts : ministère de la Santé et de la Prévention et ministère des Solidarités, de l'Autonomie et des Personnes handicapées.

## Révolution française
| Nom                   | Intitulé                                               | Gouvernement                        | Début       | Fin             |
| --------------------- | ------------------------------------------------------ | ----------------------------------- | ----------- | --------------- |
| Jean-François Reubell | Membre du Comité de Salut Public (hôpitaux militaires) | Comité de Salut Public Thermidorien | 2 août 1795 | 27 octobre 1795 |

## Troisième République
| Ministre ou secrétaire d'État    | Intitulé                                                                     | Ministre de tutelle            | Intitulé                                      | Gouvernement                                    | Début                          | Fin                            |
| Présidence de Raymond Poincaré   | Présidence de Raymond Poincaré                                               | Présidence de Raymond Poincaré | Présidence de Raymond Poincaré                | Présidence de Raymond Poincaré                  | Présidence de Raymond Poincaré | Présidence de Raymond Poincaré |
| -------------------------------- | ---------------------------------------------------------------------------- | ------------------------------ | --------------------------------------------- | ----------------------------------------------- | ------------------------------ | ------------------------------ |
| Justin Godart                    | Sous-secrétaire d'État à la Guerre (Service de Santé militaire)              | Alexandre Millerand            | Ministre de la Guerre                         | Viviani 2                                       | 1er juillet 1915               | 29 octobre 1915                |
| Justin Godart                    | Sous-secrétaire d'État à la Guerre (Service de Santé militaire)              | Joseph Gallieni                | Ministre de la Guerre                         | Briand 5                                        | 29 octobre 1915                | 16 mars 1916                   |
| Justin Godart                    | Sous-secrétaire d'État à la Guerre (Service de Santé militaire)              | Pierre Roques                  | Ministre de la Guerre                         | Briand 5                                        | 16 mars 1916                   | 12 décembre 1916               |
| Justin Godart                    | Sous-secrétaire d'État à la Guerre (Service de Santé militaire)              | Louis Lyautey                  | Ministre de la Guerre                         | Briand 6                                        | 12 décembre 1916               | 14 mars 1917                   |
| Justin Godart                    | Sous-secrétaire d'État à la Guerre (Service de Santé militaire)              | Lucien Lacaze (intérim)        | Ministre de la Guerre                         | Briand 6                                        | 15 mars 1917                   | 20 mars 1917                   |
| Justin Godart                    | Sous-secrétaire d'État à la Guerre (Service de santé)                        | Paul Painlevé                  | Ministre de la Guerre                         | Ribot 5                                         | 20 mars 1917                   | 12 septembre 1917              |
| Justin Godart                    | Sous-secrétaire d'État au Service de santé                                   | Paul Painlevé                  | Président du Conseil et ministre de la Guerre | Painlevé 1                                      | 12 septembre 1917              | 16 novembre 1917               |
| Justin Godart                    | Sous-secrétaire d'État au Service de santé                                   | Georges Clemenceau             | Président du Conseil et ministre de la Guerre | Clemenceau 2                                    | 17 novembre 1917               | 5 février 1918                 |
| Louis Mourier                    | Sous-secrétaire d'État au Service de santé                                   | Georges Clemenceau             | Président du Conseil et ministre de la Guerre | Clemenceau 2                                    | 5 février 1918                 | 20 janvier 1920                |
| Jules-Louis Breton               | Ministre de l'Hygiène, de l'Assistance et Prévoyance sociales                | Plein exercice                 | Plein exercice                                | Millerand 1                                     | 20 janvier 1920                | 18 février 1920                |
| Présidence de Paul Deschanel     |                                                                              |                                |                                               |                                                 |                                |                                |
| Jules-Louis Breton               | Ministre de l'Hygiène, de l'Assistance et Prévoyance sociales                | Plein exercice                 | Plein exercice                                | Millerand 2                                     | 18 février 1920                | 23 septembre 1920              |
| Présidence d'Alexandre Millerand |                                                                              |                                |                                               |                                                 |                                |                                |
| Jules-Louis Breton               | Ministre de l'Hygiène, de l'Assistance et Prévoyance sociales                | Plein exercice                 | Plein exercice                                | Leygues                                         | 24 septembre 1920              | 16 janvier 1921                |
| Georges Leredu                   | Ministre de l'Hygiène, de l'Assistance et Prévoyance sociales                | Plein exercice                 | Plein exercice                                | Briand 7                                        | 16 janvier 1921                | 15 janvier 1922                |
| Paul Strauss                     | Ministre de l'Hygiène, de l'Assistance et Prévoyance sociales                | Plein exercice                 | Plein exercice                                | Poincaré 2                                      | 15 janvier 1922                | 29 mars 1924                   |
| Daniel Daniel-Vincent            | Ministre du Travail et de l'Hygiène                                          | Plein exercice                 | Plein exercice                                | Poincaré 3                                      | 29 mars 1924                   | 9 juin 1924                    |
| Présidence de Gaston Doumergue   |                                                                              |                                |                                               |                                                 |                                |                                |
| Paul Jourdain                    | Ministre du Travail et de l'Hygiène                                          | Plein exercice                 | Plein exercice                                | François-Marsal                                 | 9 juin 1924                    | 14 juin 1924                   |
| Justin Godart                    | Ministre du Travail, de l'Hygiène, et de l'Assistance et Prévoyance sociales | Plein exercice                 | Plein exercice                                | Herriot 1                                       | 14 juin 1924                   | 17 avril 1925                  |
| Antoine Durafour                 | Ministre du Travail, de l'Hygiène, et de l'Assistance et Prévoyance sociales | Plein exercice                 | Plein exercice                                | Painlevé 2 et 3, Briand 8, 9 et 10              | 17 avril 1925                  | 17 juillet 1926                |
| Louis Pasquet                    | Ministre du Travail, de l'Hygiène, et de l'Assistance et Prévoyance sociales | Plein exercice                 | Plein exercice                                | Herriot 2                                       | 19 juillet 1926                | 23 juillet 1926                |
| André Fallières                  | Ministre du Travail, de l'Hygiène, et de l'Assistance et Prévoyance sociales | Plein exercice                 | Plein exercice                                | Poincaré 4                                      | 23 juillet 1926                | 1er Juin 1928                  |
| Louis Loucheur                   | Ministre du Travail, de l'Hygiène, et de l'Assistance et Prévoyance sociales | Plein exercice                 | Plein exercice                                | Poincaré 4                                      | 1er juin 1928                  | 11 novembre 1928               |
| Louis Loucheur                   | Ministre du Travail, de l'Hygiène, et de l'Assistance et Prévoyance sociales | Plein exercice                 | Plein exercice                                | Poincaré 5, Briand 11, Tardieu 1 et Chautemps 1 | 11 novembre 1928               | 2 mars 1930                    |
| Désiré Ferry                     | Ministre de la Santé publique                                                | Plein exercice                 | Plein exercice                                | Tardieu 2                                       | 2 mars 1930                    | 13 décembre 1930               |
| Henri Queuille                   | Ministre de la Santé publique                                                | Plein exercice                 | Plein exercice                                | Steeg                                           | 13 décembre 1930               | 27 janvier 1931                |
| Camille Blaisot                  | Ministre de la Santé publique                                                | Plein exercice                 | Plein exercice                                | Laval 1                                         | 27 janvier 1931                | 13 juin 1931                   |
| Présidence de Paul Doumer        |                                                                              |                                |                                               |                                                 |                                |                                |
| Camille Blaisot                  | Ministre de la Santé publique                                                | Plein exercice                 | Plein exercice                                | Laval 2, 3 et Tardieu 3                         | 13 juin 1931                   | 3 juin 1932                    |
| Présidence d'Albert Lebrun       |                                                                              |                                |                                               |                                                 |                                |                                |
| Justin Godart                    | Ministre de la Santé publique                                                | Plein exercice                 | Plein exercice                                | Herriot 3                                       | 3 juin 1932                    | 18 décembre 1932               |
| Charles Daniélou                 | Ministre de la Santé publique                                                | Plein exercice                 | Plein exercice                                | Paul-Boncour et Daladier 1                      | 18 décembre 1932               | 24 octobre 1933                |
| Émile Lisbonne                   | Ministre de la Santé publique                                                | Plein exercice                 | Plein exercice                                | Sarraut 1                                       | 26 octobre 1933                | 26 novembre 1933               |
| Alexandre Israël                 | Ministre de la Santé publique                                                | Plein exercice                 | Plein exercice                                | Chautemps 2                                     | 26 novembre 1933               | 30 janvier 1934                |
| Émile Lisbonne                   | Ministre de la Santé publique                                                | Plein exercice                 | Plein exercice                                | Daladier 2                                      | 30 janvier 1934                | 9 février 1934                 |
| Louis Marin                      | Ministre de la Santé publique et de l'Éducation physique                     | Plein exercice                 | Plein exercice                                | Doumergue 2                                     | 9 février 1934                 | 8 novembre 1934                |
| Henri Queuille                   | Ministre de la Santé publique et de l'Éducation physique                     | Plein exercice                 | Plein exercice                                | Flandin 1                                       | 8 novembre 1934                | 1er juin 1935                  |
| Ernest Lafont                    | Ministre de la Santé publique et de l'Éducation physique                     | Plein exercice                 | Plein exercice                                | Bouisson et Laval 4                             | 1er juin 1935                  | 24 janvier 1936                |
| Louis Nicolle                    | Ministre de la Santé publique et de l'Éducation physique                     | Plein exercice                 | Plein exercice                                | Sarraut 2                                       | 24 janvier 1936                | 4 juin 1936                    |
| Henri Sellier                    | Ministre de la Santé publique                                                | Plein exercice                 | Plein exercice                                | Blum 1                                          | 4 juin 1936                    | 22 juin 1937                   |
| Marc Rucart                      | Ministre de la Santé publique                                                | Plein exercice                 | Plein exercice                                | Chautemps 3 et 4                                | 22 juin 1937                   | 10 mars 1938                   |
| Fernand Gentin                   | Ministre de la Santé publique                                                | Plein exercice                 | Plein exercice                                | Blum 2                                          | 13 mars 1938                   | 10 avril 1938                  |
| Marc Rucart                      | Ministre de la Santé publique                                                | Plein exercice                 | Plein exercice                                | Daladier 3                                      | 10 avril 1938                  | 21 mars 1940                   |
| Marcel Héraud                    | Ministre de la Santé publique                                                | Plein exercice                 | Plein exercice                                | Reynaud                                         | 21 mars 1940                   | 5 juin 1940                    |
| Georges Pernot                   | Ministre de la Famille française et de la Santé publique                     | Plein exercice                 | Plein exercice                                | Reynaud                                         | 5 juin 1940                    | 16 juin 1940                   |
| Jean Ybarnégaray                 | Ministre des Anciens Combattants et de la Famille française                  | Plein exercice                 | Plein exercice                                | Pétain                                          | 16 juin 1940                   | 12 juillet 1940                |

Sous la Troisième République, le Ministre du Travail, de l'Hygiène, de l'Assistance et Prévoyance sociales se voit aussi parfois adjoindre un sous-secrétaire d'État :
| Ministre       | Intitulé                                                                  | Secrétaire d'État          | Intitulé                                                                              | Gouvernement | Début            | Fin              |
| -------------- | ------------------------------------------------------------------------- | -------------------------- | ------------------------------------------------------------------------------------- | ------------ | ---------------- | ---------------- |
| Louis Loucheur | Ministre du Travail, de l'Hygiène, de l'Assistance et Prévoyance sociales | Alfred Oberkirch           | Sous-secrétaire d'État au Travail, à l'Hygiène, à l'Assistance et Prévoyance sociales | Poincaré 4   | 1er juin 1928    | 11 novembre 1928 |
| Louis Loucheur | Ministre du Travail, de l'Hygiène, de l'Assistance et Prévoyance sociales | Alfred Oberkirch           | Sous-secrétaire d'État au Travail, à l'Hygiène, à l'Assistance et Prévoyance sociales | Poincaré 5   | 11 novembre 1928 | 29 juillet 1929  |
| Louis Loucheur | Ministre du Travail, de l'Hygiène, de l'Assistance et Prévoyance sociales | Alfred Oberkirch           | Sous-secrétaire d'État au Travail, à l'Hygiène, à l'Assistance et Prévoyance sociales | Briand 11    | 29 juillet 1929  | 3 novembre 1929  |
| Louis Loucheur | Ministre du Travail, de l'Hygiène, de l'Assistance et Prévoyance sociales | Alfred Oberkirch           | Sous-secrétaire d'État au Travail, à l'Hygiène, à l'Assistance et Prévoyance sociales | Tardieu 1    | 3 novembre 1929  | 21 février 1930  |
| Louis Loucheur | Ministre du Travail, de l'Hygiène, de l'Assistance et Prévoyance sociales | Marius (dit Mario) Roustan | Sous-secrétaire d'État à l'Hygiène                                                    | Chautemps 1  | 23 février 1930  | 2 mars 1930      |

## État français
| Ministre ou Secrétaire d'État               | Intitulé                                        | Autre exécutif | Intitulé                                      | Gouvernement        | Début            | Fin              |
| ------------------------------------------- | ----------------------------------------------- | -------------- | --------------------------------------------- | ------------------- | ---------------- | ---------------- |
| Jean Ybarnégaray                            | Secrétaire d'État à la Famille et à la Jeunesse | Serge Huard    | Secrétaire général à la Santé                 | Laval 5 (à Vichy)   | 16 juillet 1940  | 13 décembre 1940 |
| Aucun (tutelle du ministère de l'Intérieur) | Aucun (tutelle du ministère de l'Intérieur)     | Serge Huard    | Secrétaire général à la Famille et à la Santé | Flandin 2 (à Vichy) | 14 décembre 1940 | 9 février 1941   |
| Jacques Chevalier                           | Secrétaire d'État à la Famille et à la Santé    | Aucun          | Aucun                                         | Darlan (à Vichy)    | 25 février 1941  | 12 août 1941     |
| Serge Huard                                 | Secrétaire d'État à la Famille et à la Santé    | Louis Aublant  | Secrétaire général à la Famille et à la Santé | Darlan (à Vichy)    | 12 août 1941     | 18 avril 1942    |
| Raymond Grasset                             | Ministre de la Famille et de la Santé           | Louis Aublant  | Secrétaire général à la Santé                 | Laval 6 (à Vichy)   | 18 avril 1942    | 17 décembre 1943 |
| Raymond Grasset                             | Ministre de la Famille et de la Santé           | Aucun          | Aucun                                         | Laval 6 (à Vichy)   | 17 décembre 1943 | 20 août 1944     |

## Comité français de libération nationale
| Ministre ou Secrétaire d'État | Intitulé                                                                 | Ministre de tutelle | Intitulé                          | Gouvernement     | Début            | Fin               |
| ----------------------------- | ------------------------------------------------------------------------ | ------------------- | --------------------------------- | ---------------- | ---------------- | ----------------- |
| Jules Abadie                  | Commissaire à la Justice, à l'Éducation nationale et à la Santé publique | Aucun               | Aucun                             | CFLN 1 (à Alger) | 7 juin 1943      | 4 septembre 1943  |
| Jules Abadie                  | Commissaire à l'Éducation nationale et à la Santé publique               | Aucun               | Aucun                             | CFLN 1 (à Alger) | 4 septembre 1943 | 9 novembre 1943   |
| Aucun                         | Aucun                                                                    | Adrien Tixier       | Commissaire aux Affaires sociales | CFLN 2 (à Alger) | 9 novembre 1943  | 26 août 1944      |
| Louis Pasteur Vallery-Radot   | Secrétaire général à la Santé                                            | Adrien Tixier       | Commissaire aux Affaires sociales | GPRF             | 26 août 1944     | 10 septembre 1944 |

## Gouvernement provisoire de la République française et Quatrième République
| Ministre                                                                       | Intitulé                                                                       | Ministre délégué ou Secrétaire d'État                                          | Intitulé                                                                       | Gouvernement                                       | Début                                              | Fin                                                |
| Gouvernement provisoire de la République française                             | Gouvernement provisoire de la République française                             | Gouvernement provisoire de la République française                             | Gouvernement provisoire de la République française                             | Gouvernement provisoire de la République française | Gouvernement provisoire de la République française | Gouvernement provisoire de la République française |
| ------------------------------------------------------------------------------ | ------------------------------------------------------------------------------ | ------------------------------------------------------------------------------ | ------------------------------------------------------------------------------ | -------------------------------------------------- | -------------------------------------------------- | -------------------------------------------------- |
| François Billoux                                                               | Ministre de la Santé publique                                                  | Aucun                                                                          | Aucun                                                                          | de Gaulle 1                                        | 10 septembre 1944                                  | 21 novembre 1945                                   |
| Robert Prigent                                                                 | Ministre de la Population                                                      | Aucun                                                                          | Aucun                                                                          | de Gaulle 2                                        | 21 novembre 1945                                   | 26 janvier 1946                                    |
| Robert Prigent                                                                 | Ministre de la Santé publique et de la Population                              | Pierre Pflimlin                                                                | Sous-secrétaire d'État à la Santé publique et la Population                    | Gouin                                              | 26 janvier 1946                                    | 24 juin 1946                                       |
| Robert Prigent                                                                 | Ministre de la Population                                                      | Aucun                                                                          | Aucun                                                                          | Bidault 1                                          | 24 juin 1946                                       | 16 décembre 1946                                   |
| René Arthaud                                                                   | Ministre de la Santé publique                                                  | Aucun                                                                          | Aucun                                                                          | Bidault 1                                          | 24 juin 1946                                       | 16 décembre 1946                                   |
| Pierre Ségelle                                                                 | Ministre de la Santé publique et de la Population                              | Aucun                                                                          | Aucun                                                                          | Blum 3                                             | 16 décembre 1946                                   | 22 janvier 1947                                    |
| Présidence de Vincent Auriol                                                   |                                                                                |                                                                                |                                                                                |                                                    |                                                    |                                                    |
| Georges Marrane                                                                | Ministre de la Santé publique et de la Population                              | Aucun                                                                          | Aucun                                                                          | Ramadier 1                                         | 22 janvier 1947                                    | 4 mai 1947                                         |
| Marcel Roclore (intérim)                                                       | Ministre de la Santé publique et de la Population                              | Aucun                                                                          | Aucun                                                                          | Ramadier 1                                         | 4 mai 1947                                         | 9 mai 1947                                         |
| Robert Prigent                                                                 | Ministre de la Santé publique et de la Population                              | Aucun                                                                          | Aucun                                                                          | Ramadier 1                                         | 9 mai 1947                                         | 22 octobre 1947                                    |
| Aucun ; Daniel Mayer est Ministre des Affaires sociales et Anciens Combattants | Aucun ; Daniel Mayer est Ministre des Affaires sociales et Anciens Combattants | Aucun ; Daniel Mayer est Ministre des Affaires sociales et Anciens Combattants | Aucun ; Daniel Mayer est Ministre des Affaires sociales et Anciens Combattants | Ramadier 2                                         | 22 octobre 1947                                    | 24 novembre 1947                                   |
| Germaine Poinso-Chapuis                                                        | Ministre de la Santé publique et de la Population                              | Aucun                                                                          | Aucun                                                                          | Schuman 1                                          | 24 novembre 1947                                   | 26 juillet 1948                                    |
| Pierre Schneiter                                                               | Ministre de la Santé publique et de la Population                              | Aucun                                                                          | Aucun                                                                          | Marie et Schuman 2                                 | 26 juillet 1948                                    | 11 septembre 1948                                  |
| Pierre Schneiter                                                               | Ministre de la Santé publique et de la Population                              | Jules Catoire                                                                  | Sous-secrétaire d'État à la Santé publique et à la Population                  | Queuille 1                                         | 11 septembre 1948                                  | 28 octobre 1949                                    |
| Pierre Schneiter                                                               | Ministre de la Santé publique et de la Population                              | Paul Ribeyre                                                                   | Sous-secrétaire d'État à la Santé publique et à la Population                  | Bidault 2                                          | 29 octobre 1949                                    | 5 décembre 1949                                    |
| Pierre Schneiter                                                               | Ministre de la Santé publique et de la Population                              | Aucun                                                                          | Aucun                                                                          | Bidault 2 et Queuille 2                            | 5 décembre 1949                                    | 12 juillet 1950                                    |
| Pierre Schneiter                                                               | Ministre de la Santé publique et de la Population                              | Jules Catoire                                                                  | Secrétaire d'État à la Santé publique et à la Population                       | Pleven 1 et Queuille 3                             | 12 juillet 1950                                    | 11 août 1951                                       |
| Paul Ribeyre                                                                   | Ministre de la Santé publique et de la Population                              | Aucun                                                                          | Aucun                                                                          | Pleven 2, Edgar Faure 1 et Pinay                   | 11 août 1951                                       | 8 janvier 1953                                     |
| André Boutemy                                                                  | Ministre de la Santé publique et de la Population                              | Pierre Couinaud                                                                | Secrétaire d'État à la Santé publique et à la Population                       | Mayer                                              | 8 janvier 1953                                     | 9 février 1953                                     |
| Paul Ribeyre                                                                   | Ministre de la Santé publique et de la Population                              | Pierre Couinaud                                                                | Secrétaire d'État à la Santé publique et à la Population                       | Mayer                                              | 11 février 1953                                    | 28 juin 1953                                       |
| Paul Coste-Floret                                                              | Ministre de la Santé publique et de la Population                              | Aucun                                                                          | Aucun                                                                          | Laniel 1                                           | 28 juin 1953                                       | 16 janvier 1954                                    |
| Présidence de René Coty                                                        | Ministre de la Santé publique et de la Population                              |                                                                                |                                                                                |                                                    |                                                    |                                                    |
| Paul Coste-Floret                                                              | Ministre de la Santé publique et de la Population                              | Aucun                                                                          | Aucun                                                                          | Laniel 2                                           | 16 janvier 1954                                    | 12 juin 1954                                       |
| Louis Aujoulat                                                                 | Ministre de la Santé publique et de la Population                              | Aucun                                                                          | Aucun                                                                          | Mendès-France                                      | 19 juin 1954                                       | 3 septembre 1954                                   |
| André Monteil                                                                  | Ministre de la Santé publique et de la Population                              | Aucun                                                                          | Aucun                                                                          | Mendès-France                                      | 3 septembre 1954                                   | 23 février 1955                                    |
| Bernard Lafay                                                                  | Ministre de la Santé publique et de la Population                              | Aucun                                                                          | Aucun                                                                          | Faure 2                                            | 23 février 1955                                    | 1er février 1956                                   |
| Albert Gazier                                                                  | Ministre des Affaires sociales                                                 | André Maroselli                                                                | Secrétaire d'État à la Santé publique et à la Population                       | Mollet Bourgès-Maunoury                            | 1er février 1956                                   | 6 novembre 1957                                    |
| Félix Houphouët-Boigny                                                         | Ministre de la Santé publique et de la Population                              | Aucun                                                                          | Aucun                                                                          | Gaillard                                           | 6 novembre 1957                                    | 14 mai 1958                                        |
| André Maroselli                                                                | Ministre de la Santé publique et de la Population                              | Aucun                                                                          | Aucun                                                                          | Pflimlin                                           | 14 mai 1958                                        | 1er juin 1958                                      |
| Bernard Chenot                                                                 | Ministre de la Santé publique et de la Population                              | Aucun                                                                          | Aucun                                                                          | de Gaulle 3                                        | 7 juillet 1958                                     | 8 janvier 1959                                     |

## Cinquième République
| Ministre ou Secrétaire d'État | Ministre ou Secrétaire d'État | Intitulé | Ministre de tutelle ou autre exécutif | Ministre de tutelle ou autre exécutif | Intitulé | Gouvernement                                                                         | Début                           | Fin                             |
| Présidence de Charles de Gaulle | Présidence de Charles de Gaulle | Présidence de Charles de Gaulle | Présidence de Charles de Gaulle | Présidence de Charles de Gaulle | Présidence de Charles de Gaulle | Présidence de Charles de Gaulle                                                      | Présidence de Charles de Gaulle | Présidence de Charles de Gaulle |
| --- | --- | --- | --- | --- | --- | ------------------------------------------------------------------------------------ | ------------------------------- | ------------------------------- |
| | Bernard Chenot | Ministre de la santé publique et de la population | Plein exercice | Plein exercice | Plein exercice | Debré                                                                                | 8 janvier 1959                  | 24 août 1961                    |
| | Joseph Fontanet | Ministre de la santé publique et de la population | Plein exercice | Plein exercice | Plein exercice | Debré                                                                                | 24 août 1961                    | 14 avril 1962                   |
| Pompidou 1 | Joseph Fontanet | Ministre de la santé publique et de la population | Plein exercice | Plein exercice | Plein exercice | 14 avril 1962                                                                        | 16 mai 1962                     |                                 |
| Pompidou 1 | | Ministre de la santé publique et de la population | Plein exercice | Plein exercice | Plein exercice | Raymond Marcellin                                                                    | 16 mai 1962                     | 28 novembre 1962                |
| Pompidou 2 | 6 décembre 1962 | Ministre de la santé publique et de la population | Plein exercice | Plein exercice | Plein exercice | Raymond Marcellin                                                                    | 8 janvier 1966                  |                                 |
| De 1966 à 1969, il n'y a pas de ministre de la Santé mais uniquement un ministre des Affaires sociales : Jean-Marcel Jeanneney puis Maurice Schumann. | De 1966 à 1969, il n'y a pas de ministre de la Santé mais uniquement un ministre des Affaires sociales : Jean-Marcel Jeanneney puis Maurice Schumann. | De 1966 à 1969, il n'y a pas de ministre de la Santé mais uniquement un ministre des Affaires sociales : Jean-Marcel Jeanneney puis Maurice Schumann. | De 1966 à 1969, il n'y a pas de ministre de la Santé mais uniquement un ministre des Affaires sociales : Jean-Marcel Jeanneney puis Maurice Schumann. | De 1966 à 1969, il n'y a pas de ministre de la Santé mais uniquement un ministre des Affaires sociales : Jean-Marcel Jeanneney puis Maurice Schumann. | De 1966 à 1969, il n'y a pas de ministre de la Santé mais uniquement un ministre des Affaires sociales : Jean-Marcel Jeanneney puis Maurice Schumann. | Pompidou 3, 4, 5 et Couve de Murville                                                | 8 janvier 1966                  | 20 juin 1969                    |
| Présidence de Georges Pompidou | | | | | |                                                                                      |                                 |                                 |
| | Robert Boulin | Ministre de la santé publique et de la sécurité sociale                                                                                               | Plein exercice | Plein exercice | Plein exercice | Chaban-Delmas                                                                        | 22 juin 1969                    | 18 juillet 1969                 |
| 18 juillet 1969 | Robert Boulin | Ministre de la santé publique et de la sécurité sociale                                                                                               | Plein exercice | Plein exercice | Plein exercice | Chaban-Delmas                                                                        | 6 juillet 1972                  |                                 |
| Jean Foyer | Ministre de la santé publique | Messmer 1 | Plein exercice | Plein exercice | Plein exercice | 6 juillet 1972                                                                       | 2 avril 1973                    |                                 |
| | Michel Poniatowski | Ministre de la santé publique et de la sécurité sociale                                                                                               | Plein exercice | Plein exercice | Plein exercice | Messmer 2 et 3                                                                       | 5 avril 1973                    | 28 mai 1974                     |
| Présidence de Valéry Giscard d'Estaing | | | | | |                                                                                      |                                 |                                 |
| | Simone Veil | Ministre de la santé | Plein exercice | Plein exercice | Plein exercice | Chirac 1 et Barre 1                                                                  | 28 mai 1974                     | 30 mars 1977                    |
| Ministre de la santé et de la sécurité sociale | Simone Veil | Barre 2 | Plein exercice | Plein exercice | Plein exercice | 30 mars 1977                                                                         | 5 avril 1978                    |                                 |
| Ministre de la santé et de la famille | Simone Veil | Barre 3 | Plein exercice | Plein exercice | Plein exercice | 5 avril 1978                                                                         | 4 juillet 1979                  |                                 |
| | Jacques Barrot | Barre 3 | Plein exercice | Plein exercice | Plein exercice | Ministre de la santé et de la sécurité sociale                                       | 4 juillet 1979                  | 22 mai 1981                     |
| Présidence de François Mitterrand | | | | | |                                                                                      |                                 |                                 |
| | Edmond Hervé | Ministre de la santé | Plein exercice | Plein exercice | Plein exercice | Mauroy 1                                                                             | 22 mai 1981                     | 23 juin 1981                    |
| | Jack Ralite | Ministre de la santé | Plein exercice | Plein exercice | Plein exercice | Mauroy 2                                                                             | 23 juin 1981                    | 22 mars 1983                    |
| | Edmond Hervé | Secrétaire d’État chargé de la santé | | Pierre Bérégovoy | Ministre des affaires sociales et de la solidarité nationale                                                                                          | Mauroy 3                                                                             | 24 mars 1983                    | 23 juillet 1984                 |
| Georgina Dufoix | Edmond Hervé | Secrétaire d’État chargé de la santé | Fabius | 23 juillet 1984 | Ministre des affaires sociales et de la solidarité nationale                                                                                          | 20 mars 1986                                                                         |                                 |                                 |
| | Michèle Barzach | Ministre déléguée chargée de la santé et de la famille                                                                                                | | Philippe Séguin | Ministre des affaires sociales et de l'emploi | Chirac 2                                                                             | 25 mars 1986                    | 12 mai 1988                     |
| | Claude Évin | Ministre délégué chargé de la santé et de la protection sociale                                                                                       | | Michel Delebarre | Ministre des affaires sociales et de l'emploi | Rocard 1                                                                             | 12 mai 1988                     | 28 juin 1988                    |
| | Léon Schwartzenberg | Ministre délégué chargé de la santé | Claude Évin | Ministre de la solidarité, de la santé et de la protection sociale                                                                                    | Rocard 2 | 28 juin 1988                                                                         | 8 juillet 1988                  |                                 |
| | Claude Évin | Ministre de la solidarité, de la santé et de la protection sociale                                                                                    | Plein exercice | Plein exercice | Plein exercice | 8 juillet 1988                                                                       | 2 octobre 1990                  |                                 |
| | Bruno Durieux | Ministre délégué chargé de la santé | | Claude Évin | Rocard 2 | Ministre des affaires sociales et de la solidarité                                   | 2 octobre 1990                  | 16 mai 1991                     |
| Jean-Louis Bianco | Bruno Durieux | Ministre délégué chargé de la santé | Ministre des affaires sociales et de l'intégration | Cresson | 16 mai 1991 | 4 avril 1992                                                                         |                                 |                                 |
| | Bernard Kouchner | Ministre de la santé et de l'action humanitaire | Plein exercice | Plein exercice | Plein exercice | Bérégovoy                                                                            | 4 avril 1992                    | 30 mars 1993                    |
| | Philippe Douste-Blazy | Ministre délégué chargé de la santé | | Simone Veil | Ministre d’État, ministre des affaires sociales, de la santé et de la ville                                                                           | Balladur                                                                             | 30 mars 1993                    | 18 mai 1995                     |
| Présidence de Jacques Chirac | | | | | |                                                                                      |                                 |                                 |
| | Élisabeth Hubert | Ministre de la santé publique et de l'assurance-maladie                                                                                               | Plein exercice | Plein exercice | Plein exercice | Juppé 1                                                                              | 18 mai 1995                     | 6 novembre 1995                 |
| Hervé Gaymard | Secrétaire d’État à la Santé et à la Sécurité Sociale                                                                                                 | | Jacques Barrot | Ministre du travail et des affaires sociales | Juppé 2 | 6 novembre 1995                                                                      | 4 juin 1997                     |                                 |
| | Bernard Kouchner | Secrétaire d’État chargé de la Santé | | Martine Aubry | Ministre de l'Emploi et de la Solidarité | Jospin                                                                               | 4 juin 1997                     | 28 juillet 1999                 |
| | Dominique Gillot | Secrétaire d’État chargée de la Santé et de l’Action sociale                                                                                          | 28 juillet 1999 | Martine Aubry | Ministre de l'Emploi et de la Solidarité | Jospin                                                                               | 27 mars 2000                    |                                 |
| Secrétaire d’État chargée de la Santé et des Handicapés                                                                                               | Dominique Gillot | 27 mars 2000 | 18 octobre 2000 | Martine Aubry | Ministre de l'Emploi et de la Solidarité | Jospin                                                                               |                                 |                                 |
| Secrétaire d’État chargée de la Santé et des Handicapés                                                                                               | Dominique Gillot | Élisabeth Guigou | 18 octobre 2000 | 6 février 2001 | Ministre de l'Emploi et de la Solidarité | Jospin                                                                               |                                 |                                 |
| Bernard Kouchner | Ministre délégué chargé de la Santé | Élisabeth Guigou | 6 février 2001 | 7 mai 2002 | Ministre de l'Emploi et de la Solidarité | Jospin                                                                               |                                 |                                 |
| | Jean-François Mattéi | Ministre de la Santé, de la Famille et des Personnes handicapées                                                                                      | Plein exercice | Plein exercice | Plein exercice | Raffarin 1 et 2                                                                      | 7 mai 2002                      | 30 mars 2004                    |
| | Philippe Douste-Blazy | Ministre de la Santé et de la protection sociale | Plein exercice | Plein exercice | Plein exercice | Raffarin 3                                                                           | 31 mars 2004                    | 28 novembre 2004                |
| Ministre des solidarités, de la Santé et de la famille                                                                                                | Philippe Douste-Blazy | 29 novembre 2004 | Plein exercice | Plein exercice | Plein exercice | Raffarin 3                                                                           | 31 mai 2005                     |                                 |
| Xavier Bertrand | Ministre de la santé et des solidarités | Villepin | Plein exercice | Plein exercice | Plein exercice | 2 juin 2005                                                                          | 26 mars 2007                    |                                 |
| Philippe Bas | Ministre de la santé et des solidarités | Villepin | Plein exercice | Plein exercice | Plein exercice | 26 mars 2007                                                                         | 15 mai 2007                     |                                 |
| Présidence de Nicolas Sarkozy | | | | | |                                                                                      |                                 |                                 |
| | Roselyne Bachelot-Narquin | Ministre de la santé, de la jeunesse et des sports | Plein exercice | Plein exercice | Plein exercice | Fillon 1                                                                             | 18 mai 2007                     | 18 juin 2007                    |
| Fillon 2 | Roselyne Bachelot-Narquin | Ministre de la santé, de la jeunesse et des sports | Plein exercice | Plein exercice | Plein exercice | 19 juin 2007                                                                         | 17 mars 2008                    |                                 |
| Fillon 2 | Roselyne Bachelot-Narquin | Ministre de la santé, de la jeunesse, des sports et de la vie associative                                                                             | Plein exercice | Plein exercice | Plein exercice | 18 mars 2008                                                                         | 12 janvier 2009                 |                                 |
| Fillon 2 | Roselyne Bachelot-Narquin | Ministre de la santé et des sports | Plein exercice | Plein exercice | Plein exercice | 12 janvier 2009                                                                      | 13 novembre 2010                |                                 |
| Nora Berra | Secrétaire d'État chargée de la santé | | Xavier Bertrand | Ministre du travail, de l'emploi et de la santé | Fillon 3 | 14 novembre 2010                                                                     | 10 mai 2012                     |                                 |
| Présidence de François Hollande | | | | | |                                                                                      |                                 |                                 |
| | Marisol Touraine | Ministre des affaires sociales et de la santé | Plein exercice | Plein exercice | Plein exercice | Ayrault 1 et 2                                                                       | 16 mai 2012                     | 31 mars 2014                    |
| Ministre des affaires sociales, de la santé et des droits des femmes                                                                                  | Marisol Touraine | Valls 1 | Plein exercice | Plein exercice | Plein exercice | 2 avril 2014                                                                         | 25 août 2014                    |                                 |
| Ministre des affaires sociales et de la santé | Marisol Touraine | Valls 2 et Cazeneuve | Plein exercice | Plein exercice | Plein exercice | 26 août 2014                                                                         | 15 mai 2017                     |                                 |
| Présidence d'Emmanuel Macron | | | | | |                                                                                      |                                 |                                 |
| | Agnès Buzyn | Ministre des Solidarités et de la Santé | Plein exercice | Plein exercice | Plein exercice | Philippe 1                                                                           | 17 mai 2017                     | 21 juin 2017                    |
| Philippe 2 | Agnès Buzyn | Ministre des Solidarités et de la Santé | Plein exercice | Plein exercice | Plein exercice | 21 juin 2017                                                                         | 16 octobre 2018                 |                                 |
| Philippe 2 | Agnès Buzyn | Ministre des Solidarités et de la Santé | | Christelle Dubos | Secrétaire d'État auprès du ministre des Solidarités et de la Santé                                                                                   | 16 octobre 2018                                                                      | 16 février 2020                 |                                 |
| Philippe 2 | | Ministre des Solidarités et de la Santé | Olivier Véran | Christelle Dubos | Secrétaire d'État auprès du ministre des Solidarités et de la Santé                                                                                   | 16 février 2020                                                                      | 3 juillet 2020                  |                                 |
| Brigitte Bourguignon | Ministre déléguée auprès du ministre des Solidarités et de la Santé, chargée de l'Autonomie                                                           | Ministre des Solidarités et de la Santé | Olivier Véran | Castex | 6 juillet 2020 | 20 mai 2022                                                                          |                                 |                                 |
| Brigitte Bourguignon | Ministre de la Santé et de la Prévention | Plein exercice | Plein exercice | Plein exercice | Borne | 20 mai 2022                                                                          | 4 juillet 2022                  |                                 |
| | Ministre de la Santé et de la Prévention | François Braun | | Agnès Firmin-Le Bodo | Borne | Ministre déléguée chargée de l'Organisation territoriale et des Professions de santé | 4 juillet 2022                  | 20 juillet 2023                 |
| Aurélien Rousseau | Ministre de la Santé et de la Prévention | 20 juillet 2023 | 20 décembre 2023 | Agnès Firmin-Le Bodo | Borne | Ministre déléguée chargée de l'Organisation territoriale et des Professions de santé |                                 |                                 |
| | Ministre de la Santé et de la Prévention | Agnès Firmin-Le Bodo | Plein exercice | Plein exercice | Plein exercice | 20 décembre 2023                                                                     | 11 janvier 2024                 |                                 |
| | Catherine Vautrin | Ministre du Travail, de la Santé et des Solidarités                                                                                                   | Plein exercice | Plein exercice | Plein exercice | Attal                                                                                | 11 janvier 2024                 | 8 février 2024                  |
| | Catherine Vautrin | Ministre du Travail, de la Santé et des Solidarités                                                                                                   | Frédéric Valletoux | Ministre délégué chargé de la Santé et de la Prévention                                                                                               | 8 février 2024 | Attal                                                                                | 21 septembre 2024               |                                 |
| | Geneviève Darrieussecq | Ministre de la Santé et de l'Accès aux soins | Plein exercice | Plein exercice | Plein exercice | Barnier                                                                              | 21 septembre 2024               | 23 décembre 2024                |
| | Catherine Vautrin | Ministre du Travail, de la Santé, des Solidarités et des Familles                                                                                     | | Yannick Neuder | Ministre chargé de la Santé et de l'Accès aux soins                                                                                                   | Bayrou                                                                               | 23 décembre 2024                | (en cours)                      |